# Abell 2744
Abell 2744, surnommé l'amas de Pandore, est un amas de galaxies situé dans la constellation du Sculpteur. Sa vitesse par rapport au fond diffus cosmologique est de 91 393 ± 92 km/s, ce qui correspond à une distance de Hubble de 1 348,0 ± 94,4 Mpc (∼4,4 milliards d'al).

## Caractéristiques
Abell 2744 est un amas en réalité composé d'au moins quatre amas de galaxies plus petits, en cours de fusion depuis environ 350 millions d'années. Cet ensemble s'étale sur environ 4 millions d'années-lumière, où la matière noire représente près de 75 % de la masse totale de l'amas. Les gaz (environ 20 %) sont tellement chauds qu'ils ne brillent que dans le domaine des rayons X.
Abell 2744 est entouré d'un halo radio. L'amas est également connu pour renfermés divers effets de lentilles gravitationnelles.
Selon une étude publiée en 2023 et basée sur des observations du télescope spatial James Webb, Abell 2744 abriterait une collection de près de 10 000 amas globulaires en son sein.

Renato Dupke, un des membres de l'équipe qui a découvert l'amas, a expliqué l'origine du nom dans une interview :

« Nous avons surnommé cet amas " amas de Pandore " à cause du grand nombre de phénomènes différents et étranges qui ont été déclenchés par la collision »

### Galaxies particulières
Abell 2744 abrite Abell 2744 Y1, l'une des galaxies les plus lointaines jamais observées. L'amas abrite aussi 4 galaxies méduses, des galaxies déformées par effet de pression dynamique lors de leurs passage fulgurant dans la région dense qui est le centre de leur amas galactique. Celles-ci sont tout aussi perturbées par l'évènement de fusion en cours au sein de l'amas.

### Découverte de galaxies de faible masse
L’amas d’Abell 2744 est à l’origine de la découverte de nombreuses galaxies de faible et très faible masse, qui ont joué un rôle clé dans le processus de réionisation.
Dans le cadre du programme d'observation UNCOVER (Ultradeep NIRSpec and NIRCam ObserVations before the Epoch of Reionization), de nombreuses galaxies lointaines de  faible masse, au décalage vers le rouge de z ∼ 7,  ont été découvertes, soit observées environ 800 millions d’années après le Big Bang.
83 jeunes galaxies de faible masse ont ainsi été trouvées dans les images infrarouges de l'amas géant de galaxies Abell 2744 prises par l’instrument NIRCam du télescope spatial James Webb, à l’aide du filtre F410M très sensible à la lumière émise par l'oxygène doublement ionisé ([O III]5008) de ces petites galaxies, à une époque où la réionisation était bien engagée. Émise sous forme de lumière verte, la lueur de chacune de ces galaxies a été étirée dans l'infrarouge alors qu'elle traversait l'univers en expansion sur des milliards d'années.

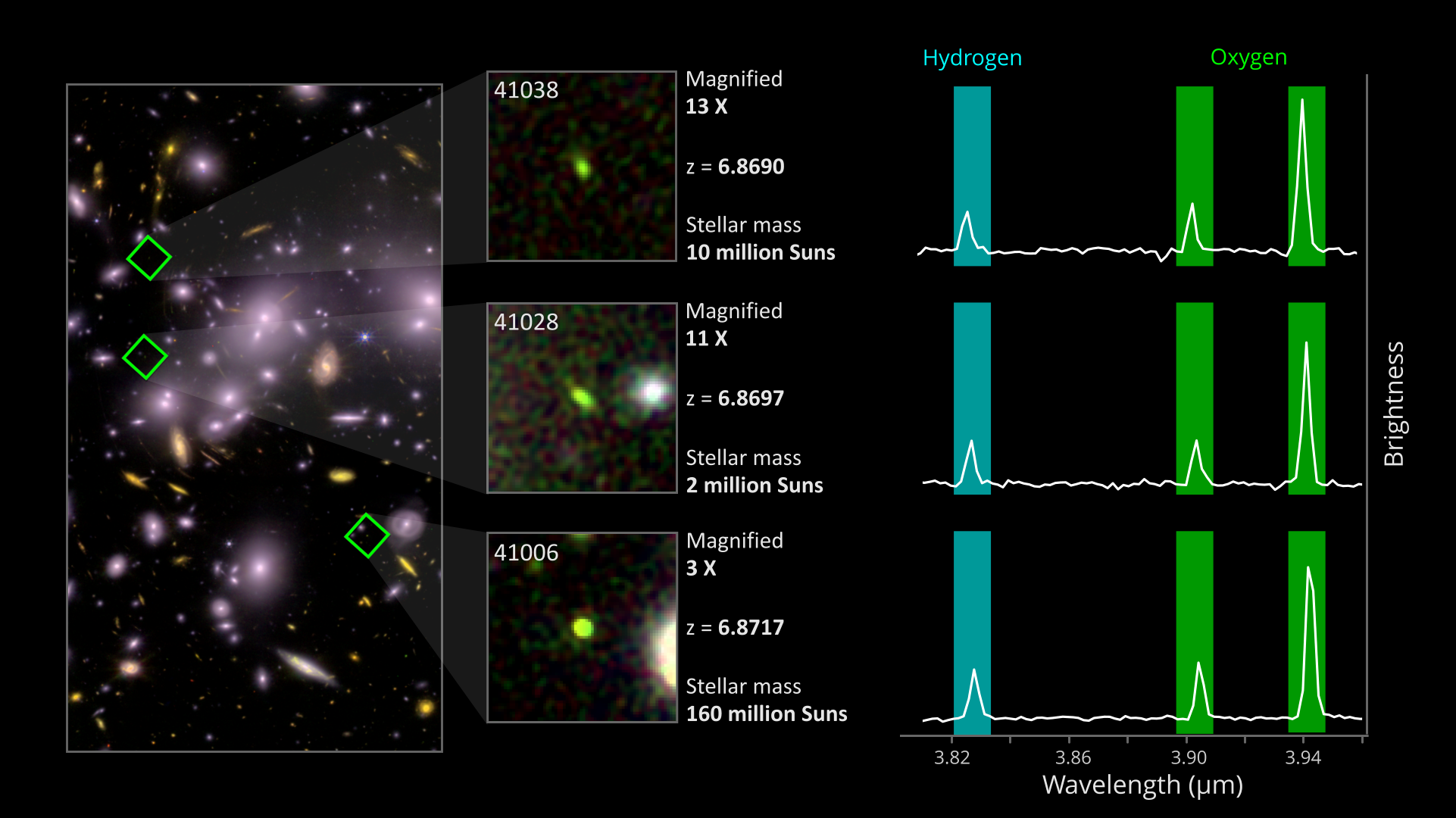
Image de trois galaxies de faible masse
À gauche, une vue infrarouge agrandie de l'amas de galaxies Abell 2744 avec trois galaxies de faible masse indiquées par des diamants verts. Au milieu de l’image, une vue en gros plan de chaque galaxie, avec sa désignation, le facteur de grossissement dû à la lentille gravitationnelle de l'amas, son décalage vers le rouge (indiqué par z) et sa masse estimée d'étoiles. À droite, les mesures de JWST indiquant que ces galaxies sont de fortes émettrices d'oxygène doublement ionisé (barres vertes).

## Galerie

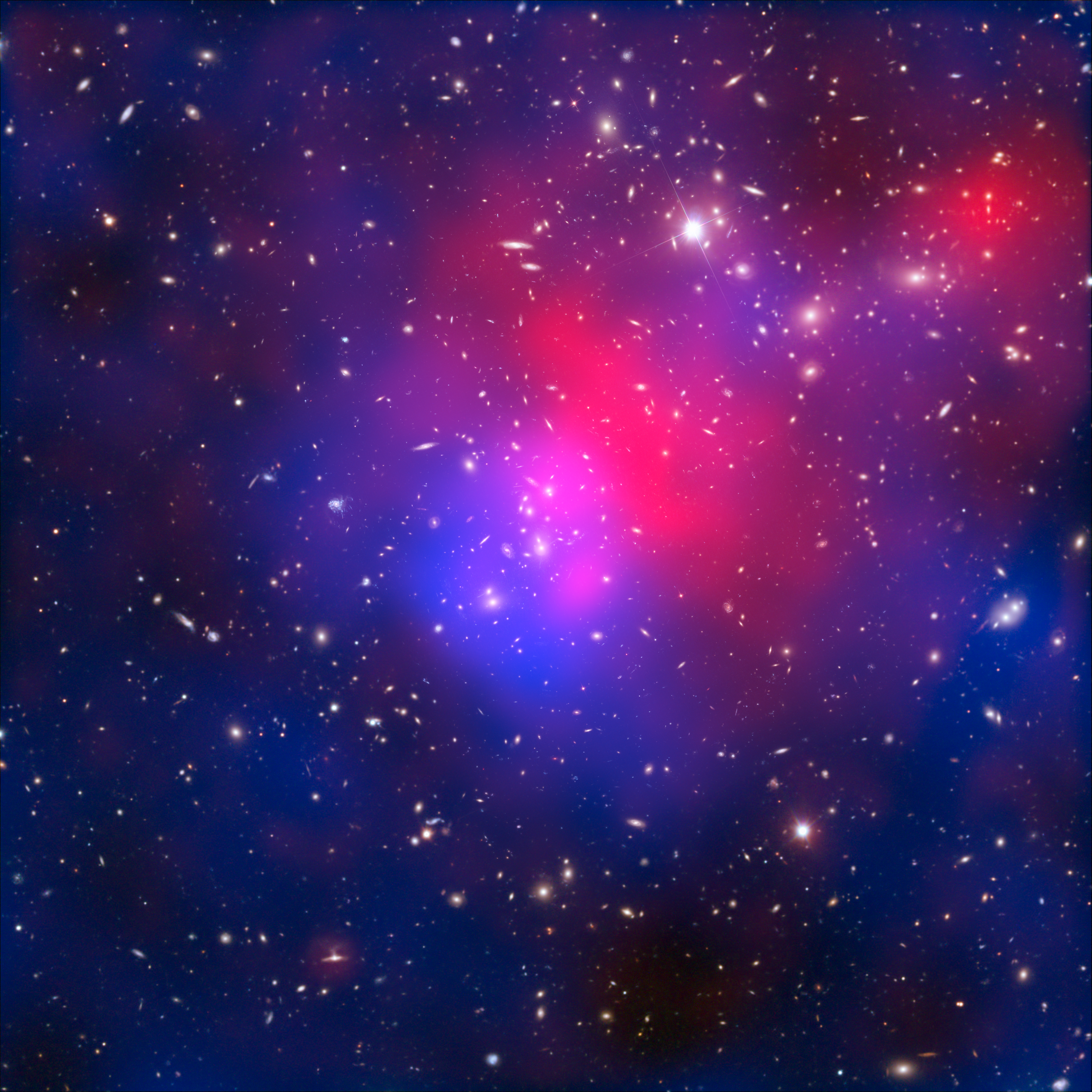
Image composite de la répartition de la matière noire au sein d'Abell 2744 (HST/VLT/Chandra).
Vue d'ensemble de l'amas par le télescope spatial James Webb.
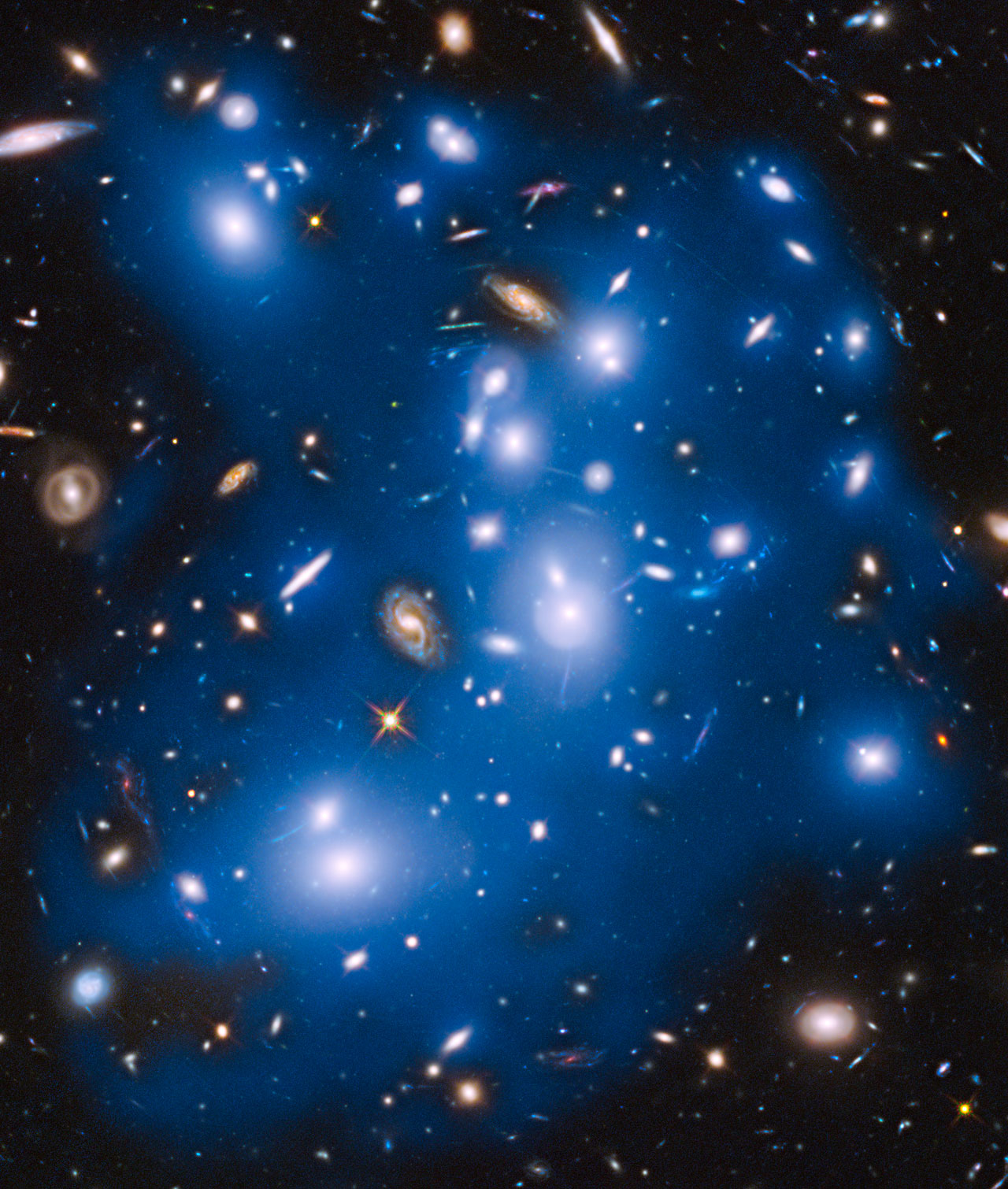
Répartition (en bleu) des étoiles éjectées de leurs galaxies lors de l'évènement de fusion (HST).